# William Burnet (Politiker, 1688)

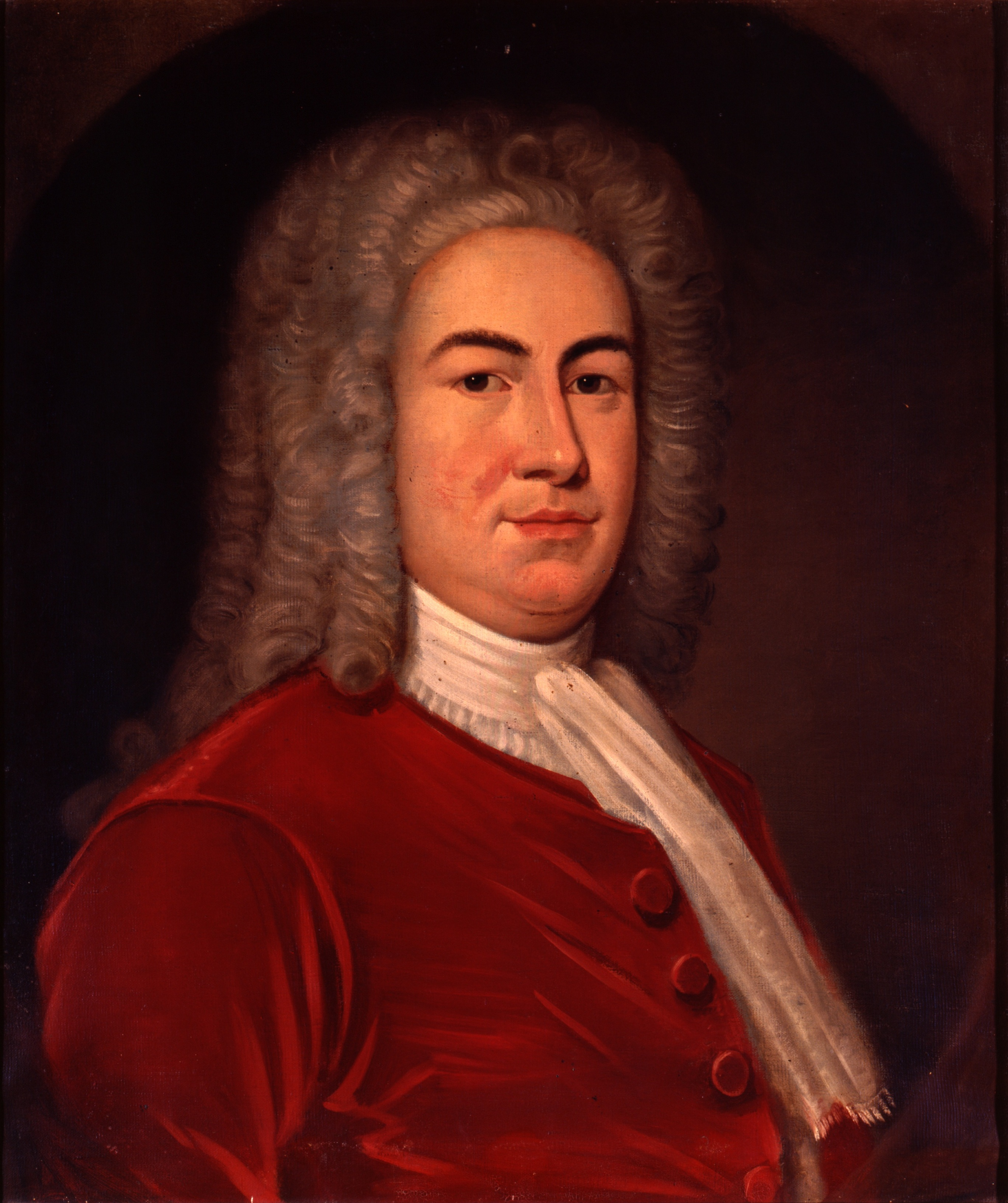
William Burnet

William Burnet (* März 1688 in Den Haag, Niederlande; † 7. September 1729 in Boston, das damals zur Province of Massachusetts Bay gehörte) war Anfang des 18. Jahrhunderts englischer Gouverneur verschiedener Kolonien in Amerika.

## Leben
William Burnet wurde in eine privilegierte Familie hineingeboren. Sein Vater Gilbert Burnet (1643–1715) war ab 1689 Bischof von Salisbury. Williams Taufpate war  Wilhelm III., Statthalter der Niederlande, der noch im selben Jahr König von England werden sollte. Im Alter von 13 Jahren wurde William Burnet an der Schule der Oxford University eingeschrieben. Allerdings wurde er bald aus disziplinarischen Gründen von dieser Schule verwiesen. Danach genoss er eine private Ausbildung. Zu seinen Lehrern gehörte unter anderem Sir Isaac Newton. Auf dessen Vorschlag hin wurde er später Mitglied der Royal Society. Nach seiner Ausbildung wurde er als Rechtsanwalt zugelassen. Ob er tatsächlich praktizierte ist nicht überliefert. Er war mehr an der Wissenschaft, unter anderem der Astronomie und der Mathematik interessiert. Außerdem verfasste er einige religiöse Schriften. 
Aufgrund seiner Beziehungen zum englischen Königshof erhielt er bei der Zollverwaltung das Amt des Comptroller of Customs. Burnet investierte in die South Sea Company und wurde 1720 ein Opfer der sogenannten Südseeblase. Da kam es ihm gelegen, dass sein Freund Robert Hunter, der bisherige Kolonialgouverneur der Provinz New York und von New Jersey nach Europa zurückkehren musste. Beide Männer tauschten im Einvernehmen mit der Regierung ihre Ämter. Hunter wurde Comptroller of Customs und Burnet Kolonialgouverneur von New York und New Jersey. Er bekleidete beide Ämter gleichzeitig zwischen 1720 und 1728.   
In New Jersey kam es zu Konflikten über Haushaltsfragen zwischen ihm und dem kolonialen Parlament (provincial assembly). Der Konflikt wurde durch Bestechung gelöst. Gegen die Zahlung von 500 Pfund für seine angeblichen Auslagen, unterschrieb Burnet den Haushaltsplan des Parlaments. Später wurde diese Art der Bestechung in New Jersey zur fast normalen Praxis zwischen den Kolonialgouverneuren und der Provincial Assembly. In New York zeigte er sich als umsichtiger Verwalter der Kolonie. Trotzdem gab es eine innenpolitische Opposition gegen ihn. Er förderte den direkten Handel der Kolonisten mit den Indianern. Dadurch sollte der Einfluss der französischen Händler bei diesen geschwächt werden. Allerdings kam es bald zu Differenzen zwischen dem Gouverneur und einigen einflussreichen Bürgern der Kolonie. Letztlich wurde seine Handelspolitik mit den Indianern vom kolonialen Parlament verworfen, das sich in den letzten Jahren von Burnets Amtszeit immer mehr gegen ihn stellte. Bereits 1729 wurden alle Handelsgesetze, die Burnet im Zusammenhang mit dem Indianerhandel erlassen hatte, widerrufen. 
Nach dem Tod von König  Georg I. im Jahr 1727 beschloss sein Sohn und Nachfolger  Georg II. John Montgomerie zum neuen Kolonialgouverneur von New York und New Jersey zu ernennen.  Dieser hatte zuvor als Groom oft the Bedchamber in seinen Diensten gestanden. Als Folge wurde William Burnet von seinen bisherigen Posten abberufen und zum neuen Gouverneur der Province of Massachusetts Bay ernannt. Dieses Amt bekleidete er ab dem 19. Juli 1728 bis zu seinem Tod. Seit Dezember 1728 war er auch Gouverneur von New Hampshire. Diese beiden Kolonien wurden zwischen 1699 und 1741 in der Regel vom gleichen Gouverneur regiert. Burnet verbrachte nur wenig Zeit in New Hampshire. Trotzdem bezog er dort ein reguläres Gehalt als Gouverneur, was ihm in Massachusetts vom dortigen kolonialen Parlament verweigert wurde. Diese Frage beherrschte Burnet gesamte Amtszeit und war zum Zeitpunkt seines Todes am 7. September 1729 noch ungelöst.